# إميلي بولتون
إميلي بولتون (بالهولندية: Emily Bolton)‏ هي ممثلة هولندية، ولدت في 1951 بأروبا في مملكة هولندا.

## أعمال

### أفلام
- (1979) حاصد القمر[2]

## وصلات خارجية
- إميلي بولتون على موقع IMDb (الإنجليزية)
- إميلي بولتون على موقع ألو سيني (الفرنسية)
- إميلي بولتون على موقع أول موفي (الإنجليزية)
- إميلي بولتون على موقع قاعدة بيانات الأفلام السويدية (السويدية)
- إميلي بولتون على موقع قاعدة بيانات الفيلم (الإنجليزية)
- إميلي بولتون على موقع كينوبويسك (الروسية)